# Venta cruzada
En marketing, se llama 'venta cruzada ' (del inglés cross-selling) a la táctica mediante la cual un vendedor intenta vender productos complementarios a los que consume o pretende consumir un cliente. Su objetivo es aumentar los ingresos de una compañía. Así, a una persona que va a comprar un teléfono móvil recibe la recomendación de comprar también una funda, un cargador para el coche o un soporte para utilizarlo como GPS. Se le ofrecen productos relacionados con el producto en el que está interesado que encarecen la venta. 
La venta cruzada ha alcanzado gran auge con el incremento de ventas a través de Internet. En las compras realizadas a través de la red, las empresas suelen guardar registros de las preferencias o hábitos de los consumidores, bien por declaración propia, bien sin consentimiento expreso. Ello permite a la tienda virtual implementar sus estrategias de cross-selling para futuras visitas del consumidor, o potencial consumidor. Por ejemplo, si un cliente compra habitualmente películas de terror, se le ofrecerán novelas del mismo género así como pósters o fotografías de terror o CD con bandas sonoras, accesorios, etc.
Este tipo de servicios se ofrecen como Software As A Service debido a la complejidad de los cálculos. El servicio en el que se incluye la venta cruzada es conocido como sistema de recomendación y suele incrementar las ventas entre un 10 y un 30%.